# Claude Goretta
Claude Goretta est un cinéaste, producteur de télévision et scénariste suisse, né le 23 juin 1929 à Genève, où il est mort le 20 février 2019.
Selon le directeur de la Cinémathèque suisse Frédéric Maire, « c’est l’un des cinéastes majeurs du cinéma suisse et francophone et une figure du nouveau cinéma suisse. Il a fait une carrière foncièrement francophone entre la Suisse et la France. »
Il est primé au Festival de Cannes pour L'Invitation (1973), et La Dentellière (1977) qui a révélé au grand public l’actrice Isabelle Huppert.
Il reçoit en 2010 un Quartz d'honneur du cinéma suisse et un Léopard d'honneur en 2011 au Festival international du film de Locarno pour l'ensemble de son œuvre,.

## Biographie

### Origines et formation
Claude Goretta naît le 23 juin 1929 à Genève, d’un père émigré italien et d'une mère allemande.
Après des études de droit à l'université de Genève, il fonde en 1952 le Ciné-club universitaire de Genève avec Alain Tanner.

### Carrière
En 1955, Claude Goretta part à Londres travailler aux archives du British Film Institute. En 1957, il réalise avec son compatriote genevois Alain Tanner un court métrage Piccadilly la nuit (Nice Time).
Dès 1958, il réalise des documentaires et des reportages pour la Télévision suisse romande et pour la télévision française, comme pour Continents sans visa et pour Cinq colonnes à la Une. Dans ses portraits, Goretta a un regard profondément humaniste sur les petites gens qu’il aime filmer. Ses portraits d’un employé de banque, d’une mère de famille nombreuse, des Gitans aux Saintes-Maries-de-la-Mer, des saisonniers immigrés d’Espagne, d’une ouvrière russe à Léningrad, témoignent tous d’une grande qualité d’écoute et d’un respect de l’autre.
En 1968, il éprouve le besoin de passer à la fiction. Il fonde à Genève une maison de production Groupe 5 avec les cinéastes Alain Tanner, Michel Soutter, Jean-Louis Roy, Yves Yersin et Jean-Jacques Lagrange. Leurs œuvres engagées contribuent à l'essor du cinéma suisse et à son rayonnement international.
Il imagine ses premières fictions à partir de son expérience de télévision : Le Fou (1970) avec François Simon, La Dentellière (1977) avec Isabelle Huppert et La Provinciale (1981) avec Nathalie Baye sont des « portraits mis en fiction ».
Claude Goretta excelle dans la direction d’acteurs, il a dirigé François Simon et Jean-Luc Bideau dans L’invitation (1973), Gérard Depardieu et Marlène Jobert dans Pas si méchant que ça (1975), Gian-Maria Volonté dans La Mort de Mario Ricci (1983) et Charles Vanel dans Si le soleil ne revenait pas (1987).

Il est l'un des rares cinéastes suisses à n'avoir pas fait de séparation nette entre son travail de cinéma et de télévision. Il a également signé des téléfilms remarquables comme Jean-Luc persécuté (1966) d’après le roman de Charles Ferdinand Ramuz, Les Chemins de l'exil ou Dernières Années de Jean-Jacques Rousseau (1978) avec François Simon, un remake de Goupi Mains Rouges en 1993 avec Maurice Barrier, Le Dernier Été (1997) avec Jacques Villeret, Thérèse et Léon (2000) avec Claude Rich et Sartre, l’âge des passions (2006) avec Denis Podalydès. Avec l'acteur Bruno Cremer, il réalise trois épisodes de qualité du commissaire Maigret (en 1991, 1993 et 1995).

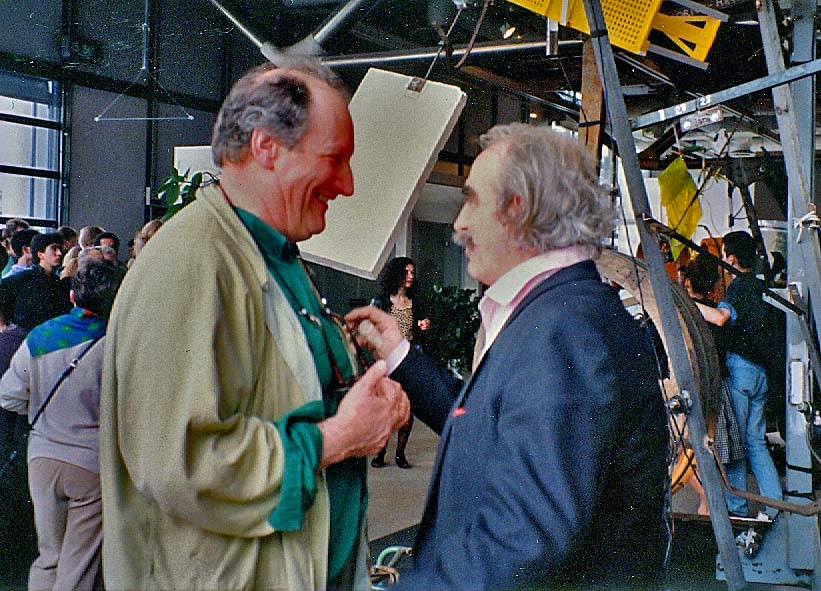
Claude Goretta (à gauche) et l'artiste suisse Jean Tinguely en 1991 sur le tournage de Visages suisses.

En 1991, il tourne pour le cinéma son dernier film L’Ombre avec Pierre Arditi et Jacques Perrin, puis un dernier documentaire de cinéma, Visages suisses, produit par Claude Richardet pour le 700e anniversaire de la Confédération suisse, avec des portraits de l’artiste Jean Tinguely, de la guide de haute montagne Nicole Niquille et du chanteur Pascal Auberson . Il poursuit alors sa carrière uniquement pour la télévision, carrière qu’il achève en 2006.

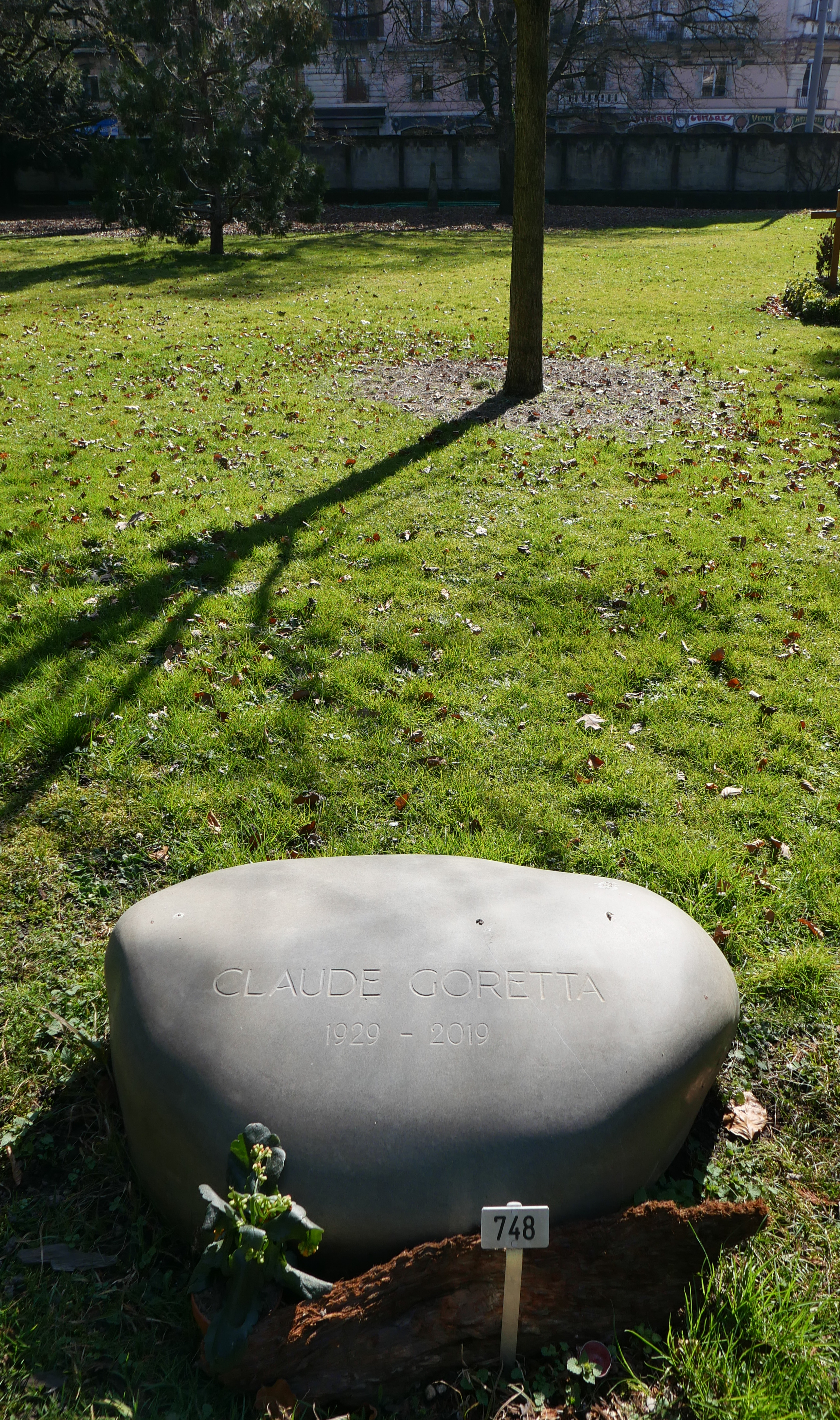
Sépulture de Claude Goretta au cimetière des Rois à Genève.

### Vie privée
Claude Goretta est le frère de Jean-Pierre Goretta, reporter et intervieweur de la Radio et Télévision suisse.
Il est le père de quatre enfants : Valérie, Nicolas, Jeanne et Lukas.

### Mort
Claude Goretta meurt le 20 février 2019 à Genève, et est enterré au cimetière des Rois à Genève.

## Filmographie

### Cinéma
- 1957 : Piccadilly la nuit (court métrage), co-réalisé avec Alain Tanner
- 1963 : Vieux blancs (documentaire)[14]
- 1963 : Pour vivre ici (documentaire)[15]
- 1964 : Le Paysan ouvrier (court métrage, 19 min)
- 1966 : Un roi triste (documentaire sur Johnny Hallyday)
- 1967 : Micheline, 6 enfants...
- 1970 : Le Fou
- 1973 : L'Invitation
- 1974 : Pas si méchant que ça
- 1976 : La Dentellière
- 1979 : Bonheur toi-même
- 1981 : La Provinciale
- 1983 : La Mort de Mario Ricci
- 1985 : Orfeo
- 1987 : Si le soleil ne revenait pas
- 1988 : Les Ennemis de la mafia
- 1991 : L'Ombre
- 1991 : Visages suisses (film collectif pour le 700e anniversaire de la Confédération helvétique)

### Télévision
- 1961 : Inventaire chez Jacques Prévert (court métrage de 13 min 19 s, diffusé par la Télévision suisse romande
- 1961 : Le Dossier Chelsea Street (d'après la pièce de Walter Weideli
- 1966 : Jean-Luc persécuté
- 1969 : Vivre ici,  avec Maurice Garrel et Anne Perez
- 1969 : Le Jour de noces, avec Maurice Garrel, Dora Doll, Arnold Walter
- 1972 : Le Temps d'un portrait, avec Arnold Walter
- 1972 : La Fusillade en réponse à Dostoïevski (d'après la pièce de Walter Weideli)
- 1972 : Les Motards (documentaire)
- 1975 : Passion et mort de Michel Servet
- 1978 : Les Chemins de l'exil ou les Dernières Années de Jean-Jacques Rousseau
- 1982 : Les Vêpres de la Vierge (documentaire)
- 1987 : Der Bericht des Polizisten
- 1991 : Maigret et la Grande Perche
- 1993 : Maigret et les Caves du Majestic
- 1993 : Goupi mains rouges
- 1994 : Le Chagrin des Belges (série)
- 1995 : Maigret a peur
- 1996 : Le Dernier Chant
- 1997 : Le Dernier Été
- 2000 : Thérèse et Léon
- 2004 : La Fuite de monsieur Monde
- 2006 : Sartre, l'âge des passions

## Distinctions

### Récompenses
- 1973 : prix du Jury au Festival de Cannes pour L'Invitation
- 1977 : prix du Jury œcuménique au Festival de Cannes pour La Dentellière
- 2010 : Quartz d'honneur du cinéma suisse
- 2010 : Léopard d'honneur au Festival international du film de Locarno pour l'ensemble de son œuvre